# 한애경
한애경(韓愛敬, 1964년 6월 19일~ )은 대한민국의 배우이다. 1983년 MBC 16기 공채 탤런트로 데뷔하였다.

## 연기 활동

### 드라마
- 1984년 MBC 대하드라마 《조선왕조 오백년》《설중매》... 폐비 신씨 역
- 1985년 MBC 대하드라마 《조선왕조 오백년》《임진왜란》... 주논개 역
- 1986년 MBC 주말연속극 《풀잎마다 이슬》
- 1986년 MBC 특집드라마 2부작 《생인손》 ... 언년이(표마리아) 역
- 1987년 MBC 미니시리즈 《야호》 ... 갑례 역
- 1987년 MBC 미니시리즈 《딸아》... 차미례 역
- 1988년 MBC  미니시리즈 《원미동 사람들》
- 1988년 MBC 주말연속극 《내일 잊으리》
- 1989년 MBC 미니시리즈 《대도전》... 난영 역
- 1989년 MBC 미니시리즈 《완장》 ... 부월 역
- 1991년 MBC 수목드라마 《까치 며느리》 ... 강민숙 역
- 1992년 MBC 미니시리즈 《행촌 아파트》 ... 화리 역

## 수상
- 1987년 백상예술대상 신인상
- 1989년 MBC 연기대상 우수상 여자부문